# Цзу Чунчжи
Цзу Чунчжи (祖冲之, 429 — 500) — китайський вчений, математик, астроном, інженер, механік, письменник часів династій Лю Сун та Південна Ці.

## Життєпис
Народився у 429 році у м. Цзянькан (сучасний Нанкін, провінція Цзянсу). Походив з мешканців повіту Цюсянь області Фаньян (сучасний повіт Лайюань провінції Хебей), який через смути переселився на південь, представники якого в декількох поколіннях були вченими та інженерами, передавали знання від батька до сина і займали високі посади. Цзу Чунчжи вчився математиці, астрономії і календарної науки у батька Цзу Шуо, ерудита і міністра будівництва, а також у Вищій науковій школі Хуа-лін. Вивчав математику за багатьма джерелами, головним серед яких був коментар Лю Хуея до «Цзю чжан суаньшу» («Правила рахунки в дев'яти розділах»).
Дотримуючись сімейної традиції, Цзу Чунчжи поступив на державну службу. Спочатку за імператора Сяо-у-ді династії Лю Сун був призначений діловодом в округ Південний Сюйчжоу (сучасний Чженьцзян провінції Цзянсу), потім служив у військовому відомстві в столиці Цзянькані, де, зокрема, займався уточненням календаря. Незважаючи на сильну опозицію при дворі, Цзу Чунчжи отримав найвище схвалення на введення календаря Дамін у 464 році. Однак Сяо-у-ді помер трохи раніше, а фаворит його наступника Мін-ді, Дай Фагуан переконав імператора відмовитися від нововведення, посилаючись на невідповідність конфуціанським канонам. Цзу Чунчжи написав «Заяву-спростування» («Бо і»), в якому вказав на розбіжність спостережуваних явищ з їх календарною фіксацією в канонах, після чого залишив службу і цілком присвятив себе науці. Календар Дамін було впроваджено тільки у 510 році, він діяв до 588 року.

## Наукова діяльність

### Астрономія
Календар Дамін («Велика ясність») вперше в Китаї врахував прецесію (сунь ча), яку у 330 році відкрив Юй Сі, а Цзу Чунчжи визначив як 1º за кожні 45 років й 11 місяців. Цей календар заснований на циклі у 391 рік зі 144 (≈ 7 × 391/19) вставними місяцями, який в цілому дорівнював майже 4836 місяцям: 391 × 12 + (7 × 391) / 19 = 4836,053. Він відрізнявся по тим часам особливою точністю, тому Цзу Чунчжи обчислив тривалість нодічного Місячного місяця у 27,21223 дня (сучасне значення 27,21222 дня), а тропічного року у 365,242814811 дня (відхилення — 50 секунд від істинного значення 365 днів 5 годин 48 хвилин 46 секунд). Таку точність визначення тропічного року перевищив тільки календар Мінтянь 1064 року з тривалістю в 365,2436 дня. При складанні календаря Цзу Чунчжи набагато уточнив значення сидеричного періоду Юпітера, який раніше прирівнювався до 12 років. Він виявив, що за сім 12-річних циклів Юпітер проходить 7 1/12 орбіти, тобто його сидеричний період дорівнює 83/7 року, або близько 11,86 років (сучасна величина — 11,83).

### Механіка
Цзу Чунчжи створив низку технічних пристроїв, зокрема, вимірювач відстані, проплитого судном; «тисячоверстний човен» (цяньчи чуань), здатний за день подолати сто лі; механічний компас у вигляді бронзового «возу, що вказує південь», клепсидру (лоу ху) і крупорушку, що приводиться в дію водою. Зробив декілько «Посудин, що хиляться» (циці), що відрізняються зміною положення у міру заповнення водою. Порожня посудина знаходиться в похилому положенні; наповнена наполовину стоїть вертикально, а повна до країв нахиляється і приймає горизонтальне положення.

### Математика
Є автором трактату «Кай ли юань шу» («Розкриття [об'єму] кулі»). В останні роки життя Цзу Чунчжи співпрацював з сином Цзу Геном, також видатним математиком. У співавторстві з ним у 480 році написав «Чжуй шу» («Мистецтво підбору»). Цзу Чунчжи «точним методом» (міфа) встановив співвідношення між діаметром і окружністю, тобто наближене раціональне значення «пі», у вигляді «точного коефіцієнта» (мілюй) 355/113 (в десятковому дробу вірного до шостого знака після коми) і «скороченого коефіцієнта» (юелюй) 22/7, а також показав, що виражає це співвідношення «правильне число» (чжен шу), тобто «Пі», обчислене з точністю до сьомого десяткового знака, знаходиться в інтервалі між «надмірною кількістю» (іншу) 3,1415927 (окружність в 3 чжана 1 чі 4 цуня 1 фень 5 чи 9 хао 2 мяо 7 ху при діаметрі в 1 чжан) і «недостатнім числом» (нюйшу) 3,1415926, що вірно до сьомого знака. Цей світовий рекорд протримався близько тисячі років, поки не був перевершений в Самарканді ал-Каші у 1427 році і у Франції Ф.Вієтом у 1579 році.
Коефіцієнт Цзу" (Цзулюй) 355/113 був отриманий в Європі тільки в 1573 році. Втім, досі не розкритий «точний метод» Цзу Чунчжи. Існують різні гіпотези, одна з яких зводить його до «правила обрізання кола» Лю Хуея, тобто способом обчислення площі круга через вписані в нього багатокутники.
Крім того, Цзу Чунчжи використовував негативні числа як коефіцієнти рівнянь, займався рівняннями другого і третього ступеня, кулями і пірамідами, «площами та обсягами, знаходячи їх по різниці витягання коренів».

## Літературна діяльність
Був знавцем музики і написав роман «Шу і цзі» («Записки, що повідомляють про незвичайний») в 10 цзюанях (розділах), коментував канони і філософську класику: «Чжоу і», «Сяо цзин», «Лунь юй», «Дао де цзін», «Чжуан-цзи».

## Родина
Його син, Цзу Ген, та онук, Цзу Хао, також стали відомими математиками і астрономами.

## Пам'ять
На честь Цзу Чунчжи названо астероїд.